# Ťin-šan
Městský obvod Ťin-šan (čínsky v českém přepisu Ťin-šan čchü, pchin-jinem Jīnshān Qū, znaky zjednodušené 金山区, tradiční 金山區) je jeden z městských obvodů v Šanghaji, jednom z největších měst Čínské lidové republiky. Má rozlohu přibližně 586 čtverečních kilometrů a k roku 2010 měl oficiálně přibližně 732 tisíc obyvatel.

## Poloha
Ťin-šan leží na jihu Šanghaje. Hraničí na jihozápadě s provincií Če-ťiang a na jihovýchodě se zátokou Chang-čou. V rámci Šanghaje hraničí na východě s Feng-sienem, na severu se Sung-ťiangem a na severozápadě s Čching-pchu.

## Rodáci
- Ma Kchaj (* 1946), politik, vicepremiér Čínské lidové republiky